# Politique de la Sicile
La politique de la Sicile opère dans le cadre de la constitution d'Italie, dont l'île fait partie depuis 1860, dotée d'un statut spécial qui lui reconnait une autonomie depuis 1946.
Les institutions reposent sur une démocratie représentative semi-présidentielle, dans laquelle le président du gouvernement régional est le chef du gouvernement, et d'un système multipartite. Le pouvoir exécutif est exercé par le gouvernement régional. Le pouvoir législatif appartient à la fois au gouvernement et à l'Assemblée régionale sicilienne.

## L'histoire des forces politiques

### 1860-1947: Entre Unité italienne et naissance du courant autonomiste
L’historiographie de la fin du XIXe siècle fait de la Sicile à la fois une héritière du féodalisme et une terre de révolution, l'île réactionnaire et indolente et la région rebelle. L'île est à la fois la première pierre de l'Unité italienne, fortement marquée par l'héritage de Garibaldi, et une terre contrôlée par les puissants propriétaires fonciers.
Le premier parti organisé de Sicile est le Parti socialiste sicilien, fondé à partir des faisceaux siciliens en 1893, mais le socialisme reste durablement faible dans une île qui est le bastion d'une élite libérale (Droite historique, Gauche historique et libéraux) qui a gouverné l'Italie pendant des décennies. Cependant, à la fin du XIXe siècle, la Sicile élit plusieurs députés de partis de gauche, à savoir le Parti radical, le Parti républicain italien, le Parti socialiste italien et le Parti socialiste réformiste italien.
En effet, à partir des élections de 1874, la classe moyenne délaisse l'ancienne élite dominante pour voter en faveur de la gauche. Les réformes de 1883 donnent à cette classe moyenne un pouvoir accru que Di Rudini tente de limiter par un nouveau code électoral.
L'île au début du XXe siècle reste l'une des bases italiennes des luttes sociales, comme l’Émilie, la Lombardie et la Toscane. Mais le Parti communiste est durablement faible à Palerme face à la mainmise paternaliste des Florio. Maximaliste et bordiguiste, la section palermitaine de sa fondation au congrès de 1925, ne dépassent pas trente adhérents, et sa liste aux élections de 1925 recueille 114 voix. Un seul membre est métallurgiste, aucun ouvrier des chantiers navals, la majorité sont ébénistes, tailleurs, cordonniers, confiseurs, comptables, étudiants, principalement travailleurs indépendants jusqu'à la Seconde Guerre mondiale. Sur l'île, à la fin de 1921, les quatre fédérations communistes comptaient 776 membres : 331 à celle d'Agrigente-Caltanissetta, 203 à Palerme-Trapani, 151 à Messine, et 91 à Catane-Syracuse. C'est durant la Seconde Guerre mondiale que des liens se font entre les mouvements ouvriers palermintains et les forces antifascistes et communistes de Mario Mineo et Franco Grasso.
Après le débarquement allié en Sicile, un gouvernement militaire d'occupation dirigé par le général Alexander, secondé par Francis Rennell Rodd et Charles Poletti, est mis en place jusqu'au 11 février 1944 et le transfert de la gestion administrative au gouvernement provisoire de Salerne. Il s'appuie sur le clergé et les notables plutôt que sur les forces politiques, même antifascistes, afin de garantir le calme dans l'île, et remplace les préfets et podestats des grandes villes. Ainsi sont nommés préfets le socialiste Francesco Musotto à Palerme, les démocrates chrétiens Arcangelo Cammarata puis Salvatore Aldisio à Caltanissetta, Antonio Pancamo à Agrigente, Paolo D'Antoni à Trapani, Giovanni Cartia à Raguse, Luigi Stella à Syracuse, Antonino Stancanelli à Messine, Ferruccio Bruno à Enna, Antonino Fazio à Catane.
Au sortir de la guerre, l'île est tentée par le séparatisme, à travers le Mouvement pour l'indépendance de la Sicile, mais la création le 28 décembre 1944 d'une commission pour un statut autonome de la Sicile par le gouvernement italien d'Alcide De Gasperi, à laquelle les indépendantistes refusent de participer, la réforme agraire conduite par le communiste Fausto Gullo, et le retour en force des partis de masse, font perdre son importance à ce courant.
L’autonomie, à des degrés divers, est soutenue par l'essentiel des partis, en particulier la Démocratie chrétienne. Ce parti a été créée en Sicile, premier territoire italien libéré, isolé du reste du pays, autour de deux valeurs : l'opposition au séparatisme et à la mafia. Au lendemain du débarquement allié, l'ancien bras droit de Luigi Sturzo, Salvatore Aldisio réunit des militants antifascistes catholiques, anciens de l'Action catholique, est créé le 16 décembre 1943 chez Giuseppe Alessi, la DC dont la direction est occupée par Aldisio, Alessi, Bernardo Mattarella, Pasquale Cortese et Antonio Pecoraro. Plus progressiste à son origine que le Parti populaire, défendant l'indépendance de l'île sans séparatisme, adoptant avec les communistes, une réforme agraire, le démembrement des fiefs et la création de structures publiques, la DC perd sous l'influence de Franco Restivo, proche des milieux agraires, sa dimension réformatrice.
Le statut d'autonomie régionale est promulgué par un décret le 15 mai 1946 puis inclus dans la loi constitutionnelle du 26 février 1948, donnant à la Sicile une liberté plus grande qu'aux autres régions autonomes.
Les Siciliens votent à 65 % pour la monarchie lors du référendum institutionnel du 2 juin 1946, alors que la majorité des Italiens préfèrent l'instauration d'une République. Les principaux responsables politiques palermitains sont envoyés à l'Assemblée constituante de la République italienne : les démocrates-chrétiens Aldisio, Mattarella et Medi, l'ancien président du conseil Vittorio Emanuele Orlando pour l'UDN, les indépendantistes Andrea Finocchiaro Aprile et Varvaro, les communistes Li Causi et Montalbano, les socialistes Gullo et Musotto, le républicain Natoli. Essentiellement sans responsabilités avant 1943 (à l'exception d'Orlando, Finocchiaro Aprile et Musotto), les députés représentent un renouveau du personnel politique local d'où les aristocrates sont absents.

### 1947-1994: L'autonomie sous hégémonie démocrate chrétienne
La Sicile est devenue de plus en plus un bastion de la démocratie chrétienne, en opposition au Parti communiste italien. Les Siciliens avaient également un penchant pour la politique conservatrice et nationaliste, représentée principalement par le Parti national monarchiste et le Mouvement social italien.
La première assemblée régionale élue en avril 1947 marque la forte progression des communistes dans les agrotowns, la gauche obtenant un tiers des voix. Le premier président de l'Assemblée régionale sicilienne est Ettore Cipolla issu du mouvement populiste de droite Fronte dell'Uomo Qualunque.
Trois camps politiques se partagent alors l'électorat : les partis réactionnaires, regroupant agrariens, monarchistes, séparatistes, populistes et libéraux, la Démocratie chrétienne rassemblant la classe moyenne et supérieure émergente, et les partis de gauche, PSI et PCI, plus paysans qu'ouvriers.
Dans la continuité du Parti populaire italien de Luigi Sturzo, lequel influencera une large partie des dirigeants de la Sicile d'après-guerre (Alessi, Aldisio, Scelba, Milazzo…), la Démocratie chrétienne s'impose comme le parti principal : de 20 % des suffrages en 1947, elle emporte 31 % des voix en 1951, puis 38% en 1955 et 1959, et 42 % en 1963. Sans majorité absolue, la DC, par anticommunisme, s'allie à la droite plutôt qu'à la gauche sous les présidences de Giuseppe Alessi, Franco Restivo et Giuseppe La Loggia. Liée aux forces les plus conservatrices, la DC abandonne la perspective de réformes ambitieuses de l'île que l'autonomie pouvait laisser espérer concernant notamment l’agriculture, les administrations publiques locales et les infrastructures de transports. Avec la Vénétie et une partie de la Lombardie, la Sicile présente dans la deuxième moitié du XXe siècle d'une des continuités politiques les plus fortes d'Italie.
Aux élections régionales de 1951 puis aux élections générales de 1953, l'extrême droite représentée par le PNM et le MSI, progresse, ce dernier dépassant 20 % des voix en 1953 à Enna, Caltanissetta et Trapani.
Après avoir soutenu le parti agrarien depuis 1860, puis les séparatistes dans les années 1940, la mafia s'allie à la DC, la première étant traditionnellement anticommuniste, la seconde cherchant des appuis pour construire un parti de masses, d'autant que le système de vote préférentiel encourage le « vote d'échange », monnayant une voix contre des faveurs. Les élus sollicitent aussi parfois les hommes de main pour leur protection, contre une part de l'argent de la Caisse pour le Midi et des marchés publics, voire de protection contre les juges et les policiers. Quand Pasquale Almerico secrétaire de la section de Camporeale refuse sa carte à un chef mafieux, il est exécuté, et le secrétaire provincial Giovanni Gioia accueille le criminel.
Dans les années 1950, les partis de masse cherchent à élargir leur électorat en substituant son personnel politique à la hiérarchie sociale traditionnelle en laissant moins d'importance à l'Église. Menée nationalement par Fanfani à partir de 1954, et incarnée localement par les « Jeunes Turcs » (Giovanni Gioia, Antonino Pietro Gullotti, Salvatore Lima…), la DC opte pour une stratégie interclassiste et un renouvellement de son appareil politique, ce que copient ensuite les autres grands partis. Afin de mieux s’imposer parmi les classes moyennes et le monde rural, la DC fait une plus grande place à la petite bourgeoise et les classes moyennes au détriment des notables, à des hommes d'appareil plus jeunes, souvent originaires des périphéries urbaines, redevables entièrement à leur parti et aux appuis du pouvoir central qui maitrise les carrières partisanes et électives. « Administration de banlieue ou rurale, secrétariat provincial, chef-lieu de province, région, parlement national formaient le parcours type d’une carrière politique réussie », au détriment des professions libérales. Le nombre des militants du parti augmente, les secrétaires des fédérations provinciales accentuent leurs pouvoirs. Les fanfaniens siciliens recrutent les leaders des autres courants : Mattarella à Trapani, Calogero Volpe à Caltanissetta, Margherita Bontade à Palerme, et la quasi-totalité des parlementaires. Seuls Aldisio, Alessi, Restivo et Scelba tentent de rester indépendants. La présidence de Giuseppe La Loggia, en 1956, marque l'hégémonie du courant fanfanien.
Durant deux décennies, la DC contrôle non seulement les instances politiques locales mais aussi les structures publiques et parapubliques (administrations, services, associations catégorielles, fédérations professionnelles). Les élites aristocratiques ou économiques traditionnelles sont reléguées au second plan, tel les descendants des nobles palermitains représentant localement un courant réformiste face à la figure de Salvatore Lima. En s'ouvrant à des affairistes ou des intrigants, la DC perd son aspiration anti-mafia initiale.
Les votes siciliens sont traditionnellement ancrés à droite, la gauche n'obtenant jamais plus d'un tiers des voix. La DC, et principalement la tendance de Giulio Andreotti, minoritaire au niveau national, domine un demi-siècle de politique sicilienne marquée également par l'attachement aux personnalités autant qu'aux partis. Pour autant, moins réactionnaire que le reste du Mezzogiorno, la Sicile vote en faveur du divorce en 1974 et de l'avortement en 1981, exprimant sa tradition laïque et d'émancipation des femmes. Elle reste également une terre de luttes sociales, notamment paysannes, à l'instar des grèves des ouvriers agricoles journaliers en 1968 contre lesquels la police charge à Avola, tuant deux ouvriers et en blessant quarante-huit autres.
En 1958, Silvio Milazzo, démocrate chrétien, proche de Scelba et de Sturzo, prend la tête de la région contre le candidat du courant fanfanien, avec une coalition soutenu par les communistes, les socialistes, les monarchistes, les néo-fascistes et des démocrates-chrétiens dissidents. Affaiblie par le milazzisme, la DC reprend en 1960 la présidence de la Région en la confiant au monarchiste Benedetto Majorana della Nicchiara, auparavant vice-président de Milazzo. Mais son gouvernement ne tient qu'un an, et sa démission après la défection du MSI, ouvre une période de plusieurs mois durant laquelle l'ARS ne parvient pas à élire un président, alors qu'au niveau national la DC hésite sur une alliance avec la gauche que condamnent l’Église et les libéraux de Gaetano Martino en menaçant la stabilité du gouvernement Fanfani : en avril 1961, le socialiste Mario Martinez est élu contre le DC Natale Di Napoli, mais démissionne aussitôt ; fin juin, communistes, socialistes et néofascistes élisent le socialiste Corallo qui ne peut gouverner réellement. Finalement, en septembre, la DC s'allie à la gauche non-communiste sous la présidence du DC Giuseppe D'Angelo.
Aux élections de 1971, la droite se renforce et l'extrême-droite double son score. Le PCI local, dirigé par Achille Occhetto, reste exclu du gouvernement régional mais participe à la gestion de l'Assemblée, que les communistes Pancrazio De Pasquale et Michelangelo Russo président entre 1976 et 1981.
Les années 1990 marque l'expression de la crise de légitimité des partis de masse traditionnels, latente depuis une grosse décennie. L'émergence de la lutte contre la mafia pousse en 1991 la naissance de la Rete qui envoie, fort de ces 7,4 % de suffrages, deux de ses fondateurs, Francesco Piro et Leoluca Orlando (lequel avait dirigé Palerme contre une partie de la DC dont il était membre avant d'en démissionner à cause de l'investiture de Salvo Lima aux élections européennes), deux enfants de victimes de la Cosa Nostra, Carmine Mancuso et Claudio Fava, et la photographe Letizia Battaglia. Le 30 septembre de la même année, le gouvernement dissout 18 conseils municipaux en Sicile et Calabre accusés de connivence avec la Mafia. L'opération Mains propres provoque également un fort renouvellement du personnel politique et un éclatement au niveau local des partis de masse, sans profondément bouleverser les équilibres.

### Depuis 1994: la permanence du centre-droit
Quand la DC est dissoute, le 18 janvier 1994, percluse dans les scandales, la section sicilienne, dont le dernier secrétaire régional est Sergio Mattarella, détient toujours le pouvoir sur l'île avec 43 % des suffrages aux élections de 1991 et 41 des 90 sièges à l'ARS. Ainsi, le centre droit continue de dominer le paysage politique sicilien.
Des réformes instaurent l’élection directe des maires, des présidents des provinces et de la région, accentuant la personnalisation autour de leaders municipaux, et une forme de retour aux notables. Le renouvellement du personnel politique, notamment à Palerme et à Catane, passe par un affaiblissement des périphéries urbaines, une timide féminisation, un rajeunissement, avec un profil type de cadre moyen de l’administration locale ou d'ingénieur sans formation politique et un affaiblissement des professions libérales. Si l'apport de la société civile, considérée comme libre du système de corruption et de clientélisme, est important dans les échelons intermédiaires, les leaders politiques locaux restent des personnalités, notamment de centre-gauche, à l'instar d'Orlando et Enzo Bianco, ayant fait leurs armes au sein des grands partis et transformés ceux-ci, qui s'entourent d'une technocratie.
Les femmes sont rares parmi le personnel politique sicilien depuis l'autonomie, et le renouveau d'après 1994 ne change pas la situation. Aucune femme n'a participé à l'écriture du statut régional de 1947 ni à la Consulta, aucune n'a présidé la Région ni l'Assemblée, et entre les premières élections de 1947 et 2007, l'ARS a compté 23 femmes sur 1 260 députés, soit 1,82%, essentiellement communistes ou démocrates-chrétiennes, jamais du PSI ou du MSI. Les députées sont souvent issues de luttes sociales : Gina Mare, Paola Tocco Verducci, Giuseppina Vittone Li Causi, Letizia Colajanni émergent des luttes politiques et syndicales des paysans, mineurs et classes pauvres, les cinq élues de la huitième législature (1976-1981) font écho aux combats en faveur des droits civils, du divorce et de l'interruption volontaire de grossesse, Rita Bartoli Costa et Giuseppina Zacco La Torre, puis Letizia Battaglia incarnent la lutte anti-mafia. Si Paola Tocco Verducci entre dans le premier gouvernement régional comme ministre suppléante au Travail, à la Prévoyance et à l'Aide sociale, puis dans le troisième, comme ministre adjointe aux Transports et aux Communications, il faut ensuite attendre la treizième législature pour voir Marina Noè nommée ministre pour l'industrie en 2001. En 2007, trois femmes sont membres du gouvernement régional (Agata Consoli aux Travaux publics, Rossana Interlandi au Territoire et à l'Environnement et Giovanna Candura à l'Industrie) et quatre siègent à l'Assemblée (Rita Borsellino, Giulia Adamo, Giusi Savarino et Simona Vicari, en remplacement de Giovanni Mercadante). Malgré l'élection à la mairie de Palerme en 1983 d'Elda Pucci, première femme à diriger une grande ville italienne, seulement deux femmes siègent à l’Assemblée provinciale de Palerme en 1985, 4 sur 50 au conseil municipal en 1993, une seule au conseil en 1997, trois à l’Assemblée provinciale, deux au conseil en 2001 mais aucune à l’Assemblée provinciale.
Forza Italia, mouvement créé en 1994 par Silvio Berlusconi, se structure rapidement en un parti implanté nationalement et localement. D'anciens cadres de la DC y adhèrent tout de suite, comme Enrico La Loggia, d'autres fréquentent les diverses formations centristes qui s'inscrivent dans le Pôle des libertés - Pôle du bon gouvernement, le Pôle pour les libertés puis l'alliance Maison des libertés. Il attire à lui l'électorat de la DC et le soutien de la mafia. Lors des élections générales de 1994, le parti de Berlusconi, victorieux nationalement, dépasse les prévisions en s'imposant à Caltanissetta, Syracuse, Catane, Messine, Palerme, les Madonies. En 2001, le centre droit reprend plusieurs villes au centre gauche, notamment à Palerme et Catane, faute pour la gauche d'avoir dépassé la personnalisation de leurs leaders Les électeurs sanctionnent également la proximité du centre gauche avec les anciens partis, et celle du centre droit avec les milieux d’affaires.
L'institution régionale reste quant à elle largement aux mains des coalitions de centre droit, comprenant notamment l'Union des chrétiens et démocrates de centre, dont le chef régional, Salvatore Cuffaro, préside la Sicile de 2001 à 2008, Forza Italia de Silvio Berlusconi et l'Alliance nationale post-fasciste. Les démocrates-chrétiens de Cuffaro sont depuis lors l'une des composantes principales du gouvernement en Sicile, membres à la fois des administrations Lombardo (Mouvement pour les autonomies, 2008-2012), Crocetta (Parti démocrate, 2012-2017) et Musumeci (Diventerà Bellissima, depuis 2017).

## Mafia et politique
Crime organisé et brigandage préexistent en Sicile à l'annexion par le royaume de Sardaigne et déjà les rois des Deux-Siciles tentent, entre 1815 et 1860, de renforcer les institutions centrales en délégitimant, au nom du monopole royal de la violence physique légitime, le recours à une coercition privée par les aristocrates et grands bourgeois. Mais c'est à partir de 1860 que le phénomène mafieux est analysé et dénoncé par les autorités.
Les collusions entre pouvoir politique et violences mafieuses au profit du maintien de l'ordre établi et des clientèles électorales sont établies dès 1877, et l'enquête sur les « conditions politiques et administratives de la Sicile » de Leopoldo Franchetti, qui soulignait la protection des mafiosi par les dirigeants de l'île, puis dans les premières années du XXe siècle sous la plume de Gaetano Mosca qui dénonce la « mafia en col blanc ». Le rôle social de la mafia alimente les ouvrages sur la question méridionale qui analysent le retard économique et moral du sud de l'Italie notamment par le contrôle criminel des emplois et des ressources publiques.
Profitant des nouvelles règles électorales, la mafia place à partir de 1897 ses représentants conseil municipal de Palerme, tel que Salvatore Licata d'Andrea (neveu de Salvatore Licata, chef de la mafia dans la zone des Colli), élu en 1897, en juillet 1900 sur la liste catholique, en septembre suivant sur la liste Camporeale et en 1902 en dernière position sur la liste démocratique de Tasca Lanza et Bonanno, que Salvatore Conti (l'un des chefs de Brancaccio) élu en 1897, en juillet 1900 avec les catholiques et en septembre aux côtés de Camporeale, ou encore Francesco Motisi (Mezzomonreale) et Filippo Vitale (Boccadifalco), chef mafieux de l'Altarello di Baida et proche de Palizzolo.
Antonino Cutrera écrit en 1900 :

« L'issue d'une élection est souvent entre [les mains des mafiosi], et c'est donc à eux que l'on recommande les candidats, quelle que soit leur couleur politique, en mettant leur bourse à leur disposition. Il arrive même que le candidat soit un vieil ami dévoué de la mafia.
Dans ce cas, les amis proposent de soutenir la candidature avec enthousiasme et désintéressement. Le mafioso-candidat a quatre tâches à accomplir [...]. Faire le tour de tous les électeurs influents de la circonscription, en promettant des récompenses matérielles ou morales, mais plutôt ces dernières, car l'électeur sait qu'il rend service à un ami qu'il mérite, et donc la faveur qu'il rend n'est jamais perdue, car en cas de besoin, l'ami est toujours un ami et on peut avoir besoin de lui. Une fois cette tâche accomplie, le mafioso passe à une autre opération, encore plus importante : par sa présence dans la salle des élections, il garde un œil sur tous ses amis et adhérents, empêchant les hommes de main de l'opposition de lui enlever ses clients. Une fois le scrutin commencé, les amis se rassemblent et se tiennent prêts à soutenir les contestations en faveur de leur candidat par leur voix et leur présence dans une attitude résolue. En fin de compte, c'est à eux d'improviser une manifestation populaire, pour acclamer leur candidat s'il gagne dans les urnes. »

Le procès pour le meurtre du banquier Emanuele Notarbartolo entre 1899 et 1902 médiatise l'existence mafieuse en Sicile et ses lien avec le monde politique. Le Giornale di Sicilia analyse ainsi la condamnation du député Raffaele Palizzolo comme commanditaire :

« Ce n'est pas seulement la mafia vulgaire et mesquine qui, derrière les haies de nos belles campagnes, ou dans l'obscurité de nos cours crasseuses, exerce ses sanglantes et lugubres brimades ; c'est la mafia aristocratique et puissante, le haut patronage de la délinquance villageoise, la coterie des canailles publiques et privées, le germe délétère qui s'est infiltré dans l'organisme social et politique tout entier ; c'est contre cet ensemble de causes pathogènes que la conscience d'un jury s'est tournée, non par mépris ou par haine régionale, mais par désir du bien commun, par ce sens instinctif de la pitié qui est dans le bien de coopérer à la guérison des maux d'autrui. Le jury de Bologne a surtout condamné inexorablement le principal promoteur de la mafia : le pouvoir politique qui a utilisé la mafia comme un instrument de sa propre et louable utilité, qui en a soutenu les tendances et encouragé l'expansion, par l'intermédiaire non seulement de ses représentants parlementaires, mais aussi du pouvoir judiciaire, souvent asservi au gouvernement à des fins qui ne sont pas toujours justifiées par la raison d'État. »

A l'issue de la Seconde Guerre mondiale, les principaux chefs mafieux de l'île appuient le Mouvement pour l'indépendance de la Sicile. Lors de la disparition du parti, en 1948, les parrains et grands propriétaires fonciers se rangent aux côtés du Parti libéral italien, des monarchistes et du Fronte dell'Uomo Qualunque, mais rapidement le développement de la Démocratie chrétienne attire massivement les grands mafiosi qui construisent un système de soutien électoral en échange de faveurs administratives ou judiciaires.
Les dénonciations de la proximité entre dirigeants politiques et chefs mafieux reprennent, notamment celles du Parti communiste italien (PCI) contre la DC sicilienne. Guerre de clans, meurtres politiques, investigations journalistiques, commissions parlementaires antimafia et enquêtes judiciaires construisent l'idée que cette proximité est une des caractéristiques de la mafia vis-à-vis du reste du crime organisé.
La lutte contre la mafia est un argument régulier pour dénigrer des concurrents politiques, renouveler les appareils partisans (comme la mise à l'écart des andreottiens par la gauche de la DC dans les années 1980), justifier des alliances, sans que pour autant les élus soupçonnés ne subissent de sanctions judiciaires ou électorales notables ni que le système soit remis en cause jusqu'à la crise des années 1992-1994. Ainsi, au début des années 1980 la lutte politique contre la mafia est portée par l'opposition communiste et par les syndicats. Les assassinats du président Piersanti Mattarella, puis du préfet Carlo Alberto dalla Chiesa, obligent la Démocratie chrétienne, dont Sergio Mattarella, frère de Piersanti, prend la direction sicilienne, à s'engager contre Cosa Nostra, et à mettre au banc l'ancien maire Vito Ciancimino, au prix d'une profonde dissension entre la droite entourant Giulio Andreotti et la gauche du parti. Le démocrate-chrétien Leoluca Orlando est le premier à endosser un discours clairement antimafia qui le porte à la tête de Palerme soutenu par des alliances politiques « anormales ».
Durant la crise des années 1992-1994, l'action des juges palermitains reçoivent un soutien inédit de la population et d’acteurs politiques émergents au nom de la moralisation du personnel politique, jusqu'à ce que le discours de l'excès de pouvoir des juges ne devienne dominant avec la fin de la Première République.

## Institutions
Depuis 1946, la Sicile est, au sein de la République italienne, une région à statut spécial.

### Branche législative
Initialement, l'Assemblée régionale sicilienne est composée de 90 députés, 80 élus dans les circonscriptions provinciales au scrutin proportionnel plurinominal utilisant la méthode du plus fort reste avec un quota de Droop et des listes ouvertes, et 10 élus au scrutin général sur une « liste régionale », dont le président élu et un siège réservé au candidat qui arrive deuxième.
Le statut spécial a été modifié par la loi constitutionnelle no 2 de 2013, appliquée à partir des élections régionales de 2017 : le nombre de députés régionaux est abaissé à 70, dont 62 élus à la proportionnelle dans les collèges provinciaux sur la base des résultats obtenus par des listes qui obtiennent au moins 5 % des voix au niveau régional. Les 8 sièges de députés restants sont attribués à la liste du président (qui obtient donc sept de ces huit députés, le président de région compris) tandis que le dernier siège est attribué au candidat à la présidence arrivé deuxième.
L'Assemblée est élue pour un mandat de cinq ans, mais en cas de vote de défiance contre le Président, de démission ou de décès de celui-ci, en vertu de la clause simul stabunt, simul cadent introduite en 2001 (littéralement, ils se réuniront ou tomberont ensemble), elle est dissoute en entrainant une élection anticipée.

### Branche exécutive
En application de l'article 9 du statut spécial, le gouvernement régional (Giunta Regionale) est présidé par le Président de la région, qui est élu pour un mandat de cinq ans, et est composé du Président et 12 assesseurs régionaux, dont un vice-président. Les assesseurs sont nommés et révoqués par le président depuis 2001, et n'appartiennent pas nécessairement à l'Assemblée. Ils diffèrent des ministres de ce qu'ils ne reçoivent que des délégations du Président pour diriger un bureau ou une agence rattachés à la seule personne morale qu'est la Région, et non la gestion de ministères.
Initialement nommé par l'Assemblée régionale sicilienne, le président est élu depuis 2001 tous les cinq ans au suffrage universel : le candidat qui recueille le plus de voix est élu.
Le président de la Sicile promulgue les lois et règlements régionaux. Il peut recevoir des fonctions administratives spéciales par le gouvernement national.
Le Cabinet régional prépare le budget, nomme les conseils des agences publiques régionales et des entreprises, gère les actifs, élabore des projets de gouvernance et recourt à la Cour constitutionnelle d'Italie s'il pense qu'une loi nationale peut violer les compétences régionales.

### Président et gouvernement actuels
L'actuel président de la Sicile est Renato Schifani (Forza Italia), qui est en poste après avoir remporté les élections régionales de 2022.
| Assesseur                  | Parti | Parti                      | Portefeuille                                                               | Date d'entrée en fonction | Circonscription électorale |
| -------------------------- | ----- | -------------------------- | -------------------------------------------------------------------------- | ------------------------- | -------------------------- |
| Renato Schifani            |       | Forza Italia               | Président                                                                  | 13 octobre 2022           | Palerme                    |
| Luca Sammartino            |       | Ligue du Nord              | Agriculture, Développement rural et Pêche méditerranéenne - Vice-président | 16 novembre 2022          | Catane                     |
| Marco Falcone              |       | Forza Italia               | Économie                                                                   | 16 novembre 2022          | Catane                     |
| Elena Pagana               |       | Frères d'Italie            | Territoire et environnement                                                | 16 novembre 2022          | Enna                       |
| Alessandro Aricò           |       | Forza Italia               | Infrastructure et mobilité                                                 | 16 novembre 2022          | Palerme                    |
| Roberto Di Mauro           |       | Populistes et autonomistes | Énergie et Services d'utilité publique                                     | 16 novembre 2022          | Agrigente                  |
| Andrea Messina             |       | Nouvelle DC                | Autonomies locales et fonction publique                                    | 16 novembre 2022          | Catane                     |
| Nuccia Albano              |       | Nouvelle DC                | Famille, Politiques sociales et Travail                                    | 16 novembre 2022          | Palerme                    |
| Girolamo Turano            |       | Ligue du Nord              | Instruction et formation professionnelle                                   | 16 novembre 2022          | Trapani                    |
| Francesco Paolo Scarpinato |       | Frères d'Italie            | Biens culturels et Identité sicilienne                                     | 23 janvier 2023           | Palerme                    |
| Giovanna Volo              |       | Indépendant (apparenté FI) | Santé                                                                      | 16 novembre 2022          | Caltanissetta              |
| Elvira Amata               |       | Frères d'Italie            | Tourisme, sport et spectacle                                               | 23 janvier 2023           | Messine                    |
| Edmondo Tamajo             |       | Forza Italia               | Activité productive                                                        | 16 novembre 2022          | Palerme                    |

## Administrations locales

### Provinces
La Sicile était divisée en neuf provinces, qui étaient une forme traditionnelle d'administration locale dans la région. Les idées socialistes et démocrates-chrétiennes ont eu une diffusion précoce dans presque toutes les provinces autour de la Première Guerre mondiale. Après la parenthèse fasciste, les partis de gauche ont trouvé leurs bastions dans les provinces agricoles centrales, en particulier dans la province d'Enna, mais sans s'imposer aux élections locales, tandis que la démocratie chrétienne a obtenu des scores élevés dans d'autres parties de la région.
Le 19 mars 2013, l'Assemblée régionale sicilienne décide de les transformer en libres consortiums municipaux (Liberi consorzi tra comuni), dont elle approuve la mise en vigueur le 30 juillet 2015, réglementant leurs fonctions et supprimant définitivement les neuf provinces historiques. La même loi a créé les nouvelles villes métropolitaines de Palerme, Messine et Catane.
| Province      | Habitants | Création | Statut actuel              |
| ------------- | --------- | -------- | -------------------------- |
| Palerme       | 1 250 296 | 1860     | Ville métropolitaine       |
| Catane        | 1 167 006 | 1860     | Ville métropolitaine       |
| Messine       | 651 921   | 1860     | Ville métropolitaine       |
| Agrigente     | 453 416   | 1860     | Libre consortium municipal |
| Trapani       | 436 459   | 1860     | Libre consortium municipal |
| Syracuse      | 404 271   | 1860     | Libre consortium municipal |
| Raguse        | 320 003   | 1927     | Libre consortium municipal |
| Caltanissetta | 270 102   | 1927     | Libre consortium municipal |
| Enna          | 171 921   | 1927     | Libre consortium municipal |

### Municipalités
La Sicile est également divisée en 390 comuni (municipalités), héritage des cités établies au Moyen Âge.

#### Chefs-lieux de provinces
| Municipalité  | Habitants | Maire | Maire              | Parti                       | Élection |
| ------------- | --------- | ----- | ------------------ | --------------------------- | -------- |
| Agrigente     | 58 323    |       | Francesco Miccichè | Indépendant (civique)       | 2020     |
| Caltanissetta | 61 711    |       | Roberto Gambino    | Mouvement cinq étoiles      | 2019     |
| Catane        | 293 902   |       | Salvo Pogliese     | Forza Italia                | 2018     |
| Enna          | 27 894    |       | Maurizio Dipietro  | Italia Viva                 | 2020     |
| Messine       | 243 262   |       | Cateno De Luca     | Indépendant (centre)        | 2018     |
| Palerme       | 657 651   |       | Leoluca Orlando    | Parti démocrate             | 2017     |
| Raguse        | 73 543    |       | Giuseppe Cassì     | Indépendant (FdI/civique)   | 2018     |
| Syracuse      | 118 385   |       | Francesco Italia   | Indépendant (centre gauche) | 2018     |
| Trapani       | 69 241    |       | Giacomo Tranchida  | Parti démocrate             | 2018     |

#### Autres villes de plus de 50000 habitants
| Municipalité | Habitants | Maire | Maire            | Parti                       | Élection |
| ------------ | --------- | ----- | ---------------- | --------------------------- | -------- |
| Marsala      | 80 218    |       | Massimo Grillo   | Union de centre             | 2020     |
| Gela         | 75 668    |       | Lucio Greco      | Indépendant (Centre gauche) | 2019     |
| Vittoria     | 63 002    |       | Giovanni Moscato | Indépendant (Centre droit)  | 2016     |
| Modica       | 54 324    |       | Ignazio Abbate   | Union de centre             | 2018     |
| Bagheria     | 54 257    |       | Filippo Tripoli  | civique                     | 2019     |
| Acireale     | 51 456    |       | Stefano Alì      | Mouvement cinq étoiles      | 2018     |